# Bildtafel der Verkehrszeichen in Nordkorea
Die Bildtafel der Verkehrszeichen in Nordkorea zeigt eine Auswahl wichtiger Verkehrszeichen in der Demokratischen Volksrepublik Korea.

## Allgemeines
Seit 1945/46 gilt in Nordkorea Rechtsverkehr. In städtischen Gebieten richtet sich die zulässige Geschwindigkeit nach der Fahrspur, auf der sich der Fahrer befindet. Die Geschwindigkeitsbegrenzungen liegen bei 40 km/h, 60 km/h und 70 km/h für die erste, zweite und gegebenenfalls dritte Fahrspur von rechts. Dies wird durch ein weißes Schild mit blauem Text angezeigt. Die äußerste linke Fahrspur, sofern sie nicht als Abbiegespur gekennzeichnet ist und die dritte Fahrspur von rechts trägt, wird oft von Touristenbussen und anderen Fahrzeugen freigehalten. Die zweite Fahrspur von rechts wird in der Regel zum Überholen von Fahrzeugen auf der ersten Fahrspur, wie Bussen und öffentlichen Straßenbahnen, genutzt.
Außerhalb der Stadt werden auf Autobahnen und Landstraßen Geschwindigkeitsbegrenzungen mit dem bekannten runden Schild mit roter Umrandung und einer Zahlenangabe angezeigt. Auf Autobahnen beträgt die allgemeine Geschwindigkeitsbegrenzung üblicherweise 80 km/h, wobei die rechte Fahrspur möglicherweise eine Höchstgeschwindigkeit von 100 km/h aufweist, wie es beispielsweise auf dem Pjöngjang-Kaesong Highway der Fall ist. Gelegentlich kann die äußerste rechte Fahrspur einer Autobahn, insbesondere in der Nähe von Auffahrten, auf 60 km/h begrenzt sein, wie es auf dem Pjöngjang-Myohyang-Highway der Fall ist.
Seit etwa 2014 wurden im Stadtzentrum von Pjöngjang und anderen städtischen Gebieten horizontale Ampeln und Überwachungskameras installiert. An stark frequentierten Kreuzungen außerhalb von Pjöngjang werden häufig Kreisverkehre eingesetzt.
Aufgrund des veralteten Straßennetzes werden in Nordkorea oft Geschwindigkeitsbegrenzungen von 50 km/h nicht überschritten.
Gehen oder Radfahren auf Autobahnen werden per Gesetz verboten. Die Nutzung von Autobahnen ist ausschließlich für autorisierte Fahrzeuge gestattet. Dazu gehören Militärfahrzeuge, Überlandbusse, Notfalltransportfahrzeuge und Fahrzeuge, die Einheimische zu revolutionären Stätten oder ausländische Touristen befördern.
Viele der gezeigten Verkehrszeichen zeigen zwar nordkoreanische Symbole und Texte, verwenden allerdings das Erscheinungsbild von südkoreanischen, chinesischen oder japanischen Verkehrszeichen, zu erkennen an den unterschiedlichen Umrandungen und Farben.

## Warnzeichen

Bewohnte Gebiete
Seitenkreuzung rechts
Straßenbahnen (südkoreanisch)
Straßenbahn (chinesisch)
Bahnübergang (südkoreanisch)
Bahnübergang (chinesisch)
Kurve links
Mehr als zwei aufeinanderfolgende Kurven
Doppelkurve (zunächst rechts)
Steigung
Ufer
Baustelle
Tunnel
Andere Gefahren
Bahnübergang
Bogenbrücke
Fußgängerüberweg

## Verbotszeichen

Straßensperrung
Verbot für Fahrzeuge über angegebenes tatsächliches Gewicht
Verbot für Fahrzeuge über angegebene Höhe einschließlich Ladung
Verbot für Fahrzeuge über angegebene Breite einschließlich Ladung
Zulässige Höchstgeschwindigkeit
Ende der zulässigen Höchstgeschwindigkeit
Verbot für Fahrzeuge über angegebene Länge einschließlich Ladung (südkoreanisch)
Überholverbot für Kraftfahrzeuge aller Art
Ende des Überholverbotes für Kraftfahrzeuge aller Art
Einfahrtverbot für Fußgänger
Gesperrt für PKWs
Gesperrt für LKWs
Ende sämtlicher Streckenverbote
Gesperrt für Fahrräder
Absolutes Haltverbot
Eingeschränktes Haltverbot

## Vorrangzeichen

Halt
Vorfahrt gewähren
Vorrang vor dem Gegenverkehr
Gegenverkehr Vorrang gewähren
Vorfahrt an Kreuzungen

## Hinweiszeichen

Fußgängerüberweg
Hupen erlaubt
Aufteilung auf zwei Spuren
Wenden erlaubt
Hotel
Nur Fußgänger und Fahrräder
Nur Fußgänger
Nur Kraftfahrzeuge
Kreisverkehr
Nur Fahrräder
Parkplatz, Parken erlaubt
Reduzierung auf eine Spur
Fußgängerunterführung
Tunnel
Vorgeschriebene Fahrtrichtung – rechts
Vorgeschriebene Fahrtrichtungen in den jeweiligen Spuren
Vorgeschriebene Mindestgeschwindigkeit
Taxistellplatz
Einbahnstraße
Militärische Gedenkstätte oder Schlachtfeld
Vorgeschriebene Vorbeifahrt – rechts vorbei
Autobahn
Ende der Autobahn
Tabellenwegweiser
Orientierungstafel mit Fahrstreifen
Anfang der Autobahn in 500 Metern
Ende der Autobahn in 300 Metern
Ende der Ortschaft

## Historische Zeichen

Autobahn oder Schnellstraße (Version A)
Autobahn oder Schnellstraße (Version B)
Ende von Autobahn oder Schnellstraße (Version A)
Ende von Autobahn oder Schnellstraße (Version B)
Hupen verboten
Eingeschränktes Haltverbot
Absolutes Haltverbot
Straßensperrung
Gesperrt für Motorräder
Gesperrt für PKWs
Gesperrt für angegebene Fahrzeuge
Halt

## Galerie

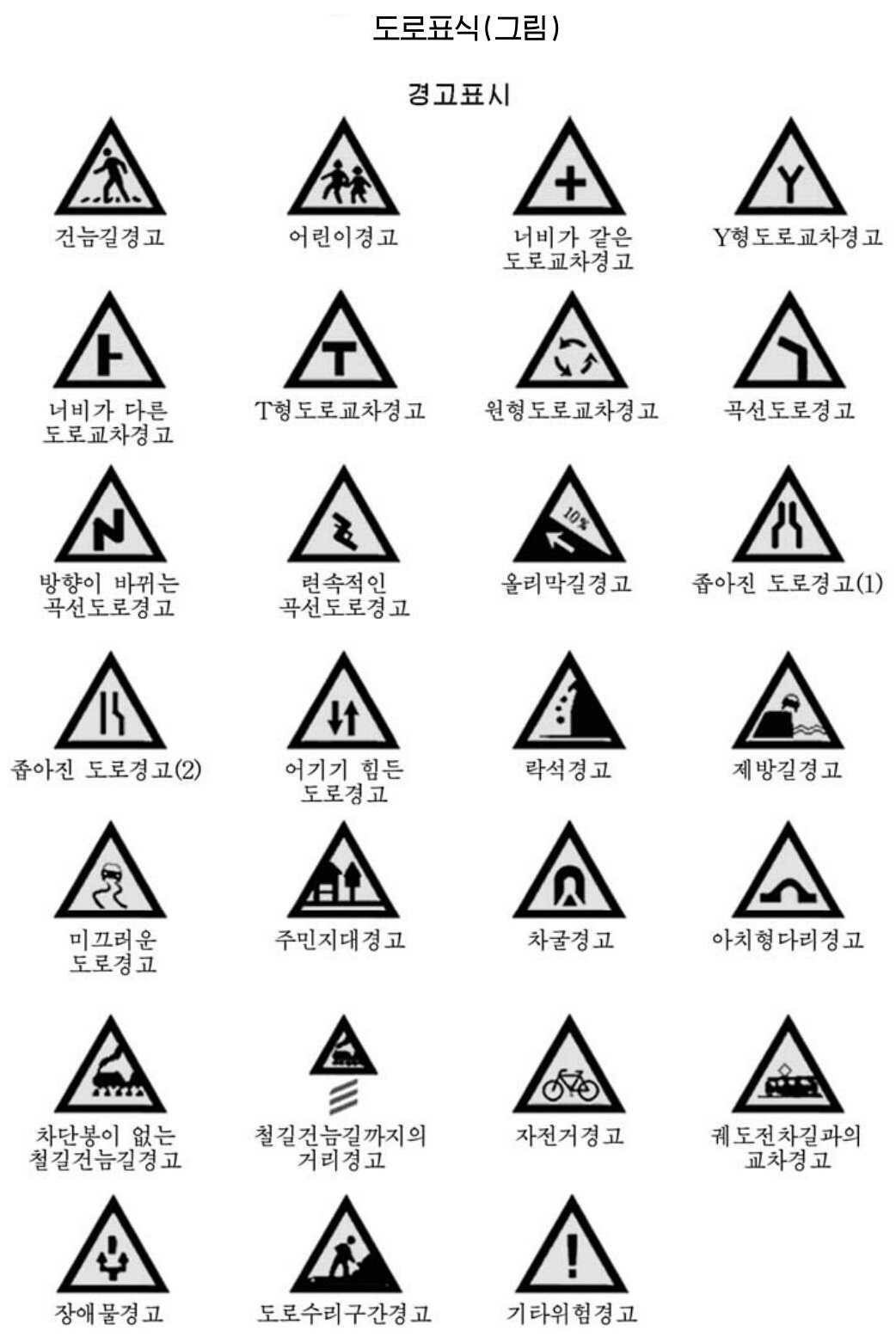
Warnzeichen
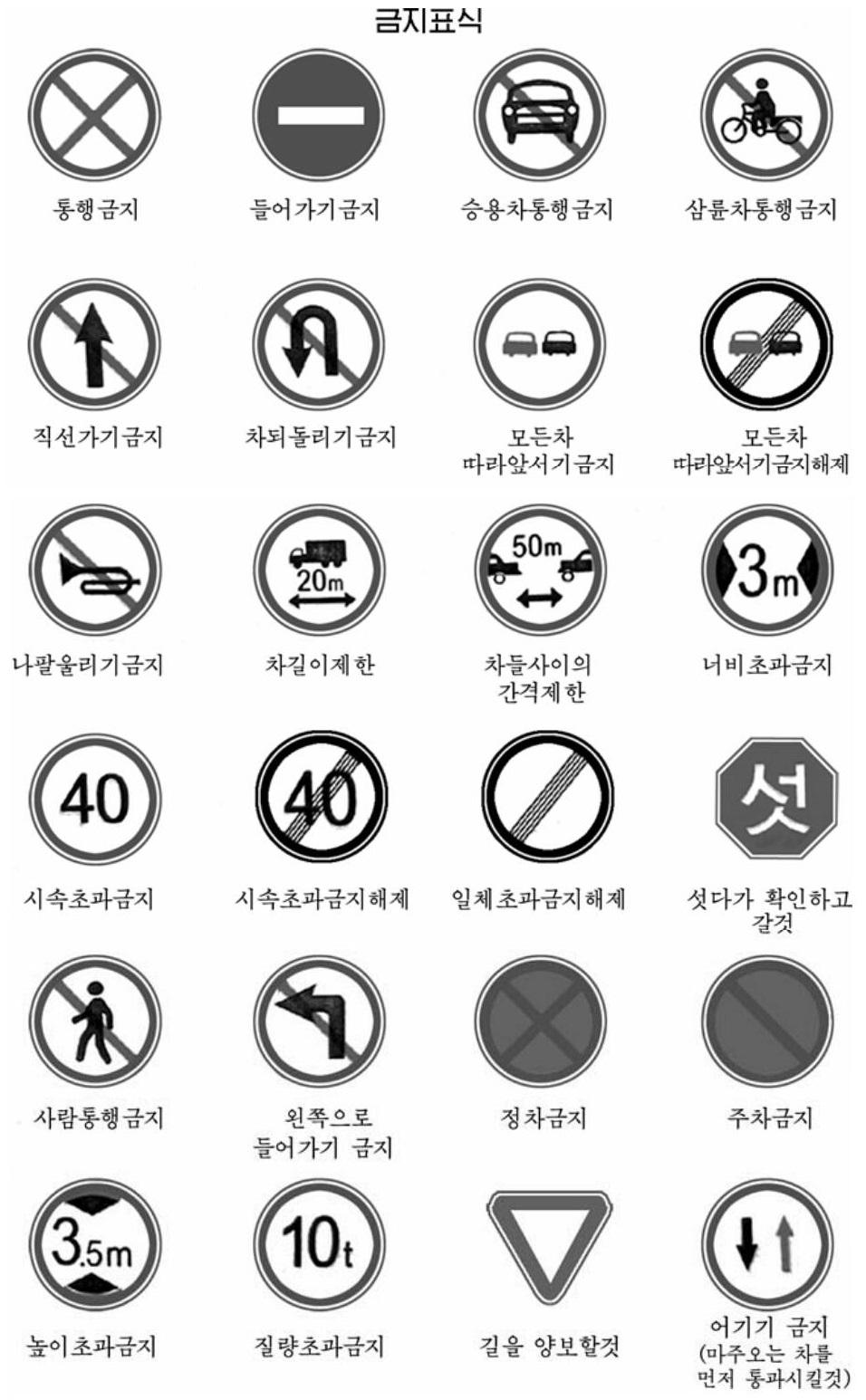
Verbotszeichen
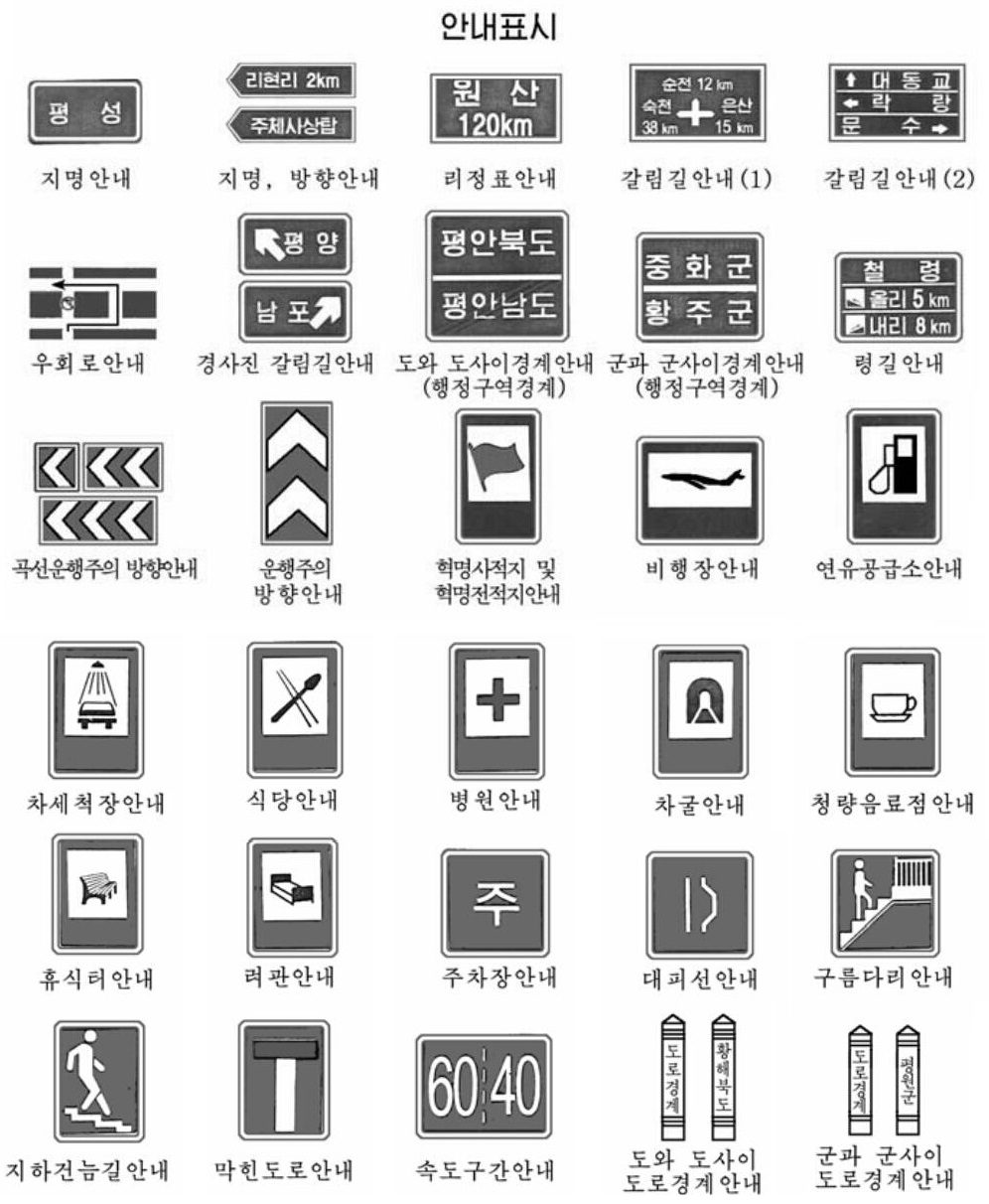
Hinweiszeichen
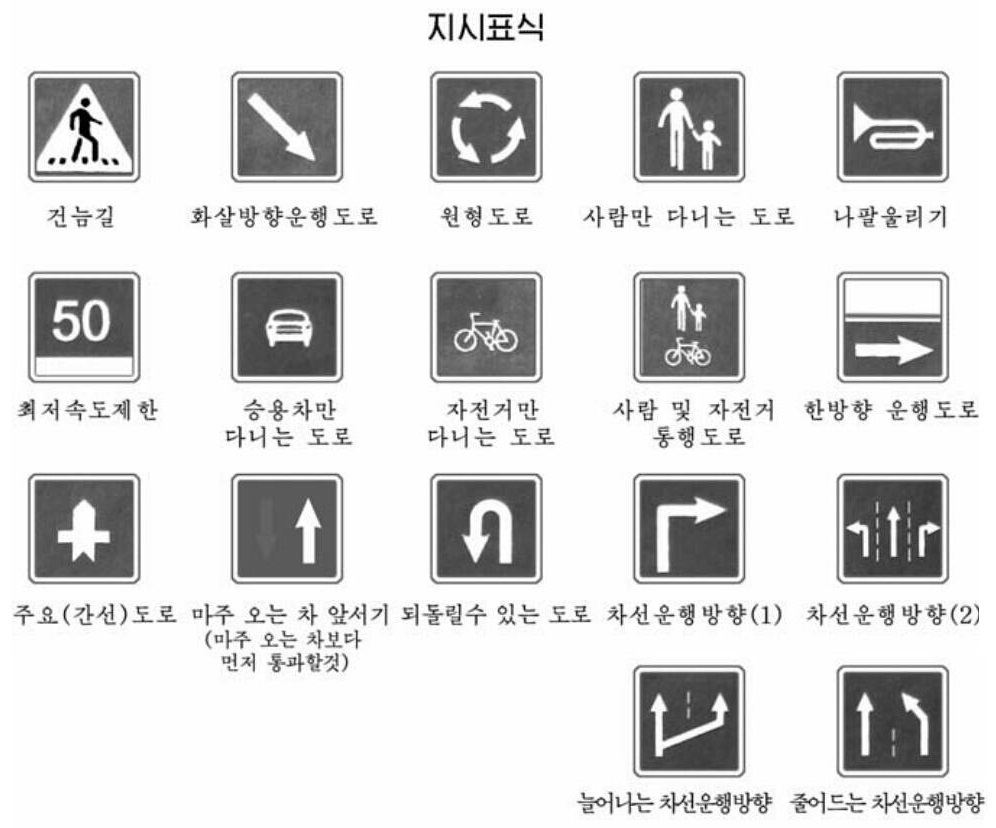
Hinweiszeichen